# Bahnhof Eilenburg
Der Bahnhof Eilenburg ist einer von zwei Bahnhöfen in der nordsächsischen Großen Kreisstadt Eilenburg.
Der Bahnhof wurde 1871 eröffnet und erlangte im Laufe der Zeit Bedeutung im Personen- und Güterverkehr. Viele Arbeitsplätze waren mit ihm verbunden. Im Jahr 2023 verkehren Reisezüge unter anderem nach Leipzig, Halle (Saale), Hoyerswerda, Cottbus und Frankfurt (Oder). Seit der Inbetriebnahme des City-Tunnels in Leipzig halten auch die S-Bahn Mitteldeutschland in Eilenburg.
Das Landesamt für Denkmalpflege Sachsen verzeichnet das Empfangsgebäude, zwei Brückenköpfe, die Stellwerke Aw, Eo und Ew sowie die Wassertürme Ost und West als Kulturdenkmal in der Landesdenkmalliste (Objektnummer 08973253).

## Geschichte
Die Stadt Eilenburg lag in Randlage von Preußen in einem Gebiet, das mit dem Wiener Kongress von Sachsen abgetreten werden musste. Erst 1868, als bereits ein dichtes Schienennetz bestand, wurde an die Halle-Sorau-Gubener Eisenbahngesellschaft eine Konzessions- und Bestätigungsurkunde für den Bau eines Anschlusses erteilt. 1871 wurde das Empfangsgebäude errichtet, das Diensträume, Fahrkartenschalter, Gepäckabfertigung, Wohnungen für Angestellte sowie vier Wartesäle umfasste. Ein Jahr später, im April 1872, wurde die Strecke von Falkenberg (Elster) über Eilenburg nach Halle (Saale) eröffnet. Im November 1874 wurde der Abzweig in die sächsische Universitäts- und Messestadt Leipzig eröffnet. Als Endpunkt der Strecke wurde in Leipzig mit dem Eilenburger Bahnhof ein eigener Kopfbahnhof errichtet. Am 20. Februar 1895 folgte die Inbetriebnahme der Strecke Eilenburg–Lutherstadt Wittenberg. Ab 1896 gab es auch die Idee des Baus einer Strecke von Eilenburg nach Bitterfeld mit seinen aufstrebenden Industriegebieten. Wegen Ausbruchs des Ersten Weltkrieges ging dieses Projekt allerdings nicht über die Planungsphase hinaus.
Die letzteröffnete Strecke war der Abzweig nach Wurzen, der 1927 in Betrieb ging. Der Bau verzögerte sich durch den Ersten Weltkrieg und die angespannte wirtschaftliche Situation in den ersten Jahren der Weimarer Republik erheblich.
Seit seiner Eröffnung waren die Dienststellen des Bahnhofs ein wichtiger Arbeitgeber. 1910 waren es insgesamt 233 Beschäftigte, 1933 sogar 570. Diese verteilten sich wie folgt: Eisenbahner (250), Bahnbetriebswerk (40), Wagenausbesserung (6), Wagenreinigung (4), Bahnmeisterei mit der Stellwerksmeisterei und Handwerkern (220) sowie Güter- und Gepäckabfertigung und Fahrkartenausgabe (50). Der Bahnhof gab zudem wichtige Impulse für die weitere wirtschaftliche Entwicklung der gesamten Stadt.
Am 29. März 1945 ereignete sich das schwerste Unglück in der Geschichte des Bahnhofs. An diesem Tag um etwa 12:45 Uhr fing ein mit Nebelwerfergeschossen beladener Güterzug Feuer, da sich die zur Ausfüllung der Ladung verwendete Holzwolle entzündet hatte. Um bei einer Explosion den Schaden zu minimieren, wurde der betroffene Waggon abgehängt und westwärts Richtung Wedelwitz aus dem Bahnhof geschoben. Gegen 13:00 Uhr kam es zur Explosion, deren Druckwelle in der gesamten Stadt zu merken war. Bei der Detonation sollen 40 Menschen ums Leben gekommen sein, der Löscheinsatz soll bis zum darauffolgenden Morgen gedauert haben.

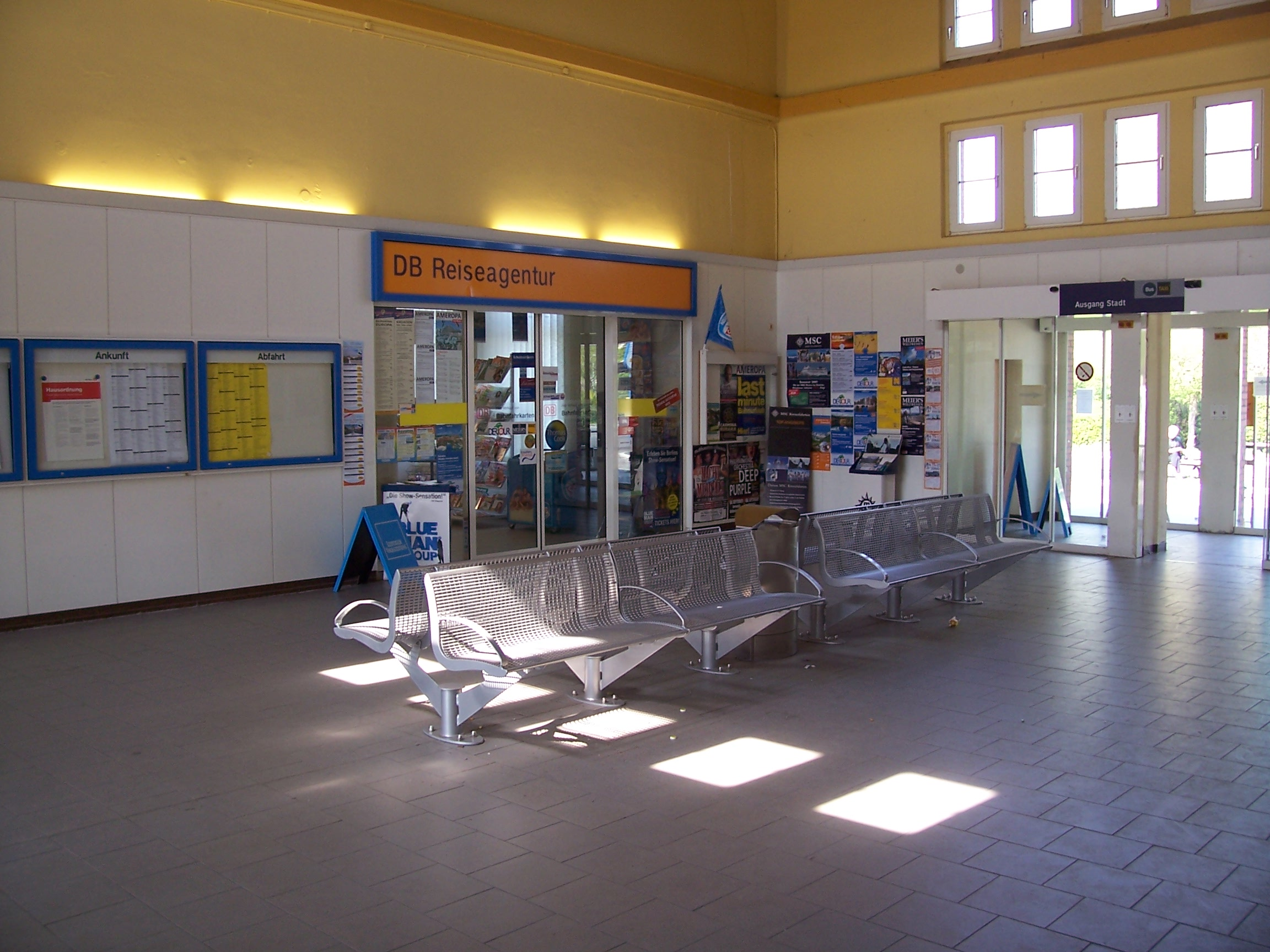
Die Wartehalle wurde 2011 geschlossen. Mit der Aufnahme des S-Bahnverkehrs im Dezember 2013 hat ein Reisezentrum mit Warteraum (S-Punkt) im Ostflügel des Empfangsgebäudes eröffnet.

Der Bahnhof Eilenburg lag im Gebiet der Reichsbahndirektion Halle (Saale). In den 1980er-Jahren hatte der Güterbahnhof seine Leistungsgrenze erreicht. Monatlich wurden etwa 1.000 Wagen beladen und rund doppelt so viele entladen. Hinzu kamen täglich 30 Güterzüge, die zu bilden bzw. aufzulösen waren. Zur Umgehung des Bahnknotens Eilenburg und insbesondere als strategische Umfahrung der Muldebrücke im Kriegs- oder Katastrophenfall entstand in den 1980er-Jahren nördlich von Eilenburg die Militärbahn Mörtitz–Kospa.
Im Personenverkehr war Eilenburg Halt der Schnellzüge Krakau–Erfurt, Frankfurt (Oder)–Mönchengladbach und Cottbus–Eisenach sowie der Eilzug-Relation Cottbus–Leipzig. In den 1990er-Jahren gab es eine Interregio-Linie von Lübeck über Schwerin, Magdeburg und Leipzig nach Cottbus. Im Jahr 2000 wurde der Bahnhof vom Fernverkehr abgehängt. Bereits 1978 wurde der Personenverkehr von Eilenburg nach Wurzen eingestellt. 20 Jahre danach bestellte der Freistaat Sachsen den planmäßigen Personenverkehr auf der Strecke nach Wittenberg zwischen den Bahnhöfen Eilenburg und Bad Düben ab.
Der Personenbahnhof zeigt sich heute noch weitgehend im selben Zustand wie zu DDR-Zeiten. 2010 wurde der Bahnsteig 1 in Vorbereitung auf die Feierlichkeiten des Stadtjubiläums 1050 Jahre Eilenburg neu gepflastert. Im Jahr 2011 wurden im Westkopf des Bahnhofs Gleisanlagen, Oberleitung und Signaltechnik neu errichtet. Dies erlaubt eine schnellere Einfahrt aus Richtung Halle und Leipzig. Im Zuge dessen wurden Bedingungen für die Zugbildung mittels Umsetzverfahren geschaffen. Der Ablaufbetrieb wurde eingestellt.

## Beschreibung

### Personenbahnhof

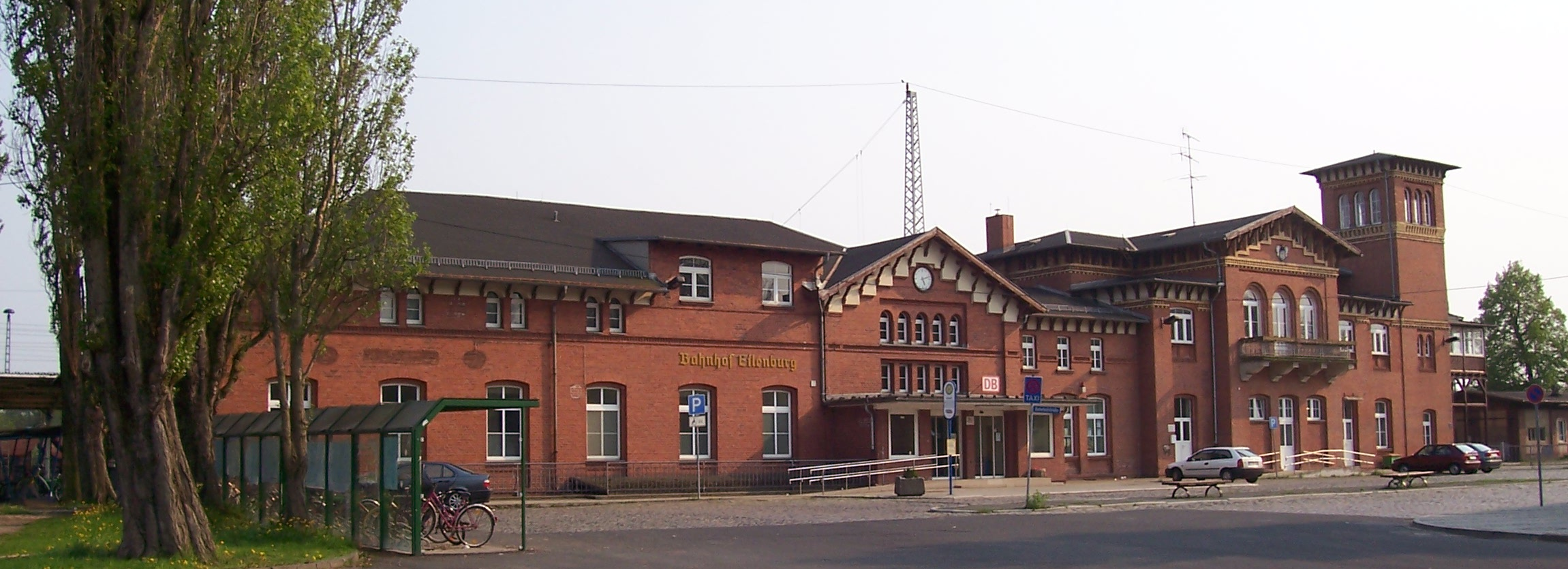
Empfangsgebäude vom Busbahnhof gesehen

Die Anlagen des Personenbahnhofes umfassen das in den 1870er Jahren errichtete heute unter Denkmalschutz stehende Empfangsgebäude aus roten Ziegelsteinen mit einem Turm an der Westseite, welches in den 1990er Jahren umfassend saniert wurde. Die nach der Sanierung eingezogene bahneigene Gastronomie schloss kurze Zeit später. Auch zwei kleine Verkaufsräume waren zuletzt unvermietet. Ende 2011 schloss die noch verbliebene DB Reiseagentur mit Presseangebot. Damit blieb auch die Wartehalle verschlossen. Im Mai 2012 wurde bekannt, dass die DB das Gebäude an eine Eilenburger Telekommunikationsfirma veräußert hat. Diese baute das Gebäude bis 2014 zum Firmensitz aus. Die Gleise befinden sich südlich des Empfangsgebäudes und werden auf der anderen Seite von der Bundesstraße 87 begrenzt. Der Bahnhof besitzt zwei Bahnsteige mit vier Personverkehrsgleisen: den Bahnsteig 1 mit einer Länge von 470 Metern und den Bahnsteig 2 mit 325 Metern, die durch eine Personenunterführung zu erreichen sind. Die deutlich längeren Bahnsteige sind heute und nur noch auf einer Länge von 178 Metern zur Nutzung bestimmt. Beide haben eine Bahnsteighöhe von maximal 38 Zentimetern. Auf dem Bahnsteig 2 befinden sich noch ein Wartehaus und das Haus der Aufsicht P für den Personenbahnhof, die mittlerweile beide ungenutzt sind. Der Hausbahnsteig sowie ein 150 Meter langer Zungenbahnsteig, der sich an den Bahnsteig 2 anschließt, sind nicht mehr zum Ein- und Ausstieg der Fahrgäste vorgesehen. Das Empfangsgebäude ist barrierefrei zu erreichen, die Bahnsteige sind hingegen nur über Treppen zugänglich.
Derzeit (2021) führt DB Engineering & Consulting Planungen zum denkmalgerechten Neubau der beiden Mittelbahnsteige durch. Für die barrierefreie Nutzung soll eine Erhöhung der Bahnsteige und eine Zuwegung mittels Aufzügen und Rampe erfolgen. Die vorhandene Überdachung soll einer deutlich kürzeren Konstruktion weichen.

Die Anlagen des Personenbahnhofs bei Nacht. Am rechten Bildrand befindet sich das Gebäude der ehemaligen Aufsicht P.

### Güterbahnhof

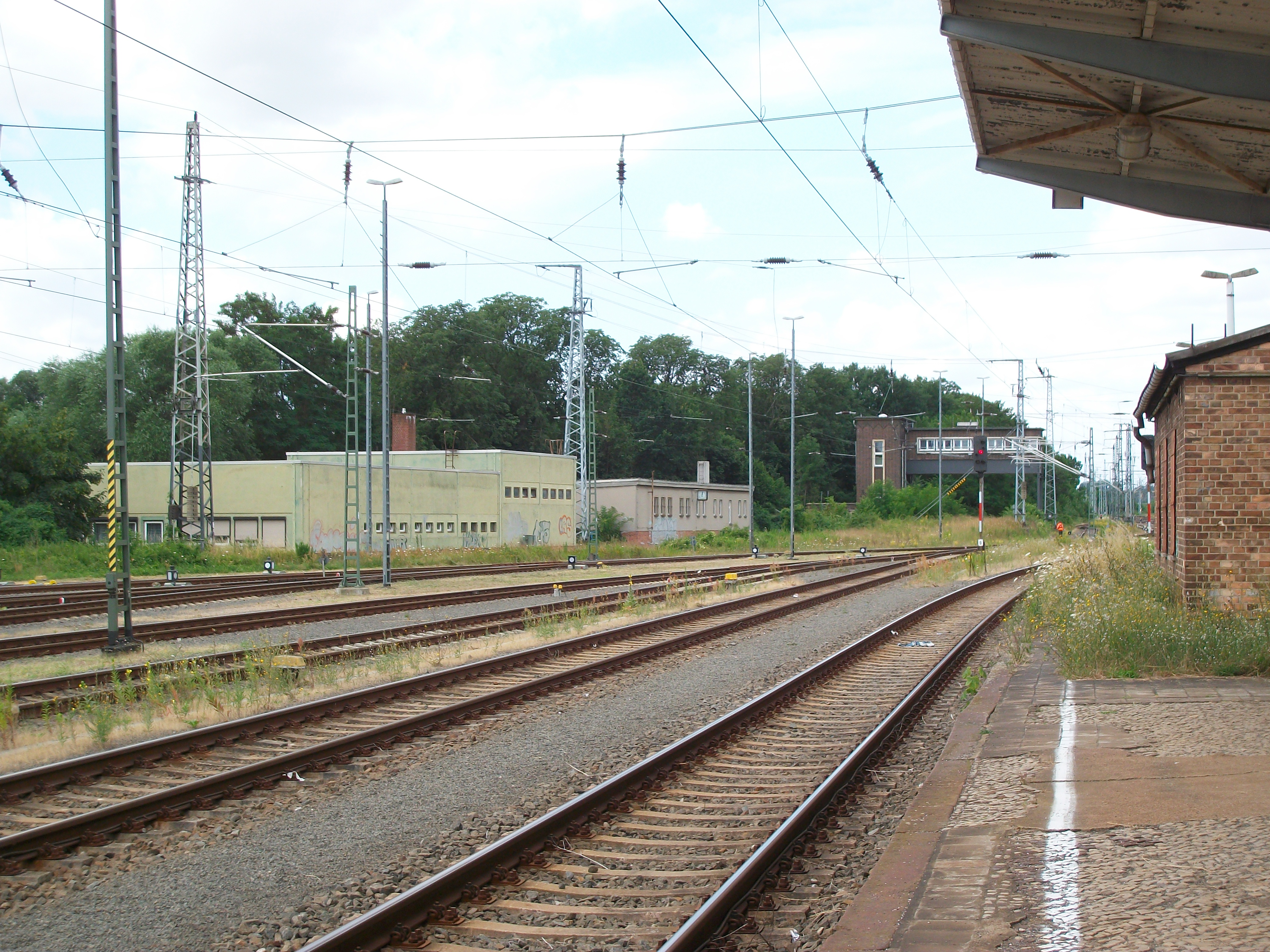
Blick nach Westen auf einen Teil des Rangierbahnhofs. Der Scheitel des Ablaufbergs lag unter dem brückenartig gebauten Stellwerk West (im Hintergrund halbrechts)

In Eilenburg schließen sich südlich an den Personenbahnhof etwa zehn Gleise des Güterbahnhofes mit einem Ablaufberg an. Dazu kommen östlich des Empfangsgebäudes Abstellgleise für Güterwagen und die eingesetzten Lokomotiven sowie ein Sozialtrakt von DB Cargo. In diesem Bereich befindet sich an Gleis 39 noch ein Elektrant und ehemals eine Laderampe. Heute gibt es eine Ladestraße entlang Gleis 34. Neben dem Fahrdienstleiterstellwerk Ew befindet sich eine Niederlassung des Geschäftsbereiches DB Netz. Die Aufsicht Gbf für den Güterbahnhof ist mittlerweile nicht mehr vorhanden.

### Sicherungstechnik
Auf dem Gelände des Eilenburger Bahnhofs befinden sich die zwei noch besetzten Wärterstellwerke Aw (mechanisch, in der Bauform Einheit) und Eo (elektromechanisch, Bauform VES 1912 (E43)) sowie das Stellwerk Ew (elektromechanisch, Bauform VES 1912 (E43)), welches sich als Reiterstellwerk über einem Ablaufberg befindet und Fahrdienstleiterstellwerk ist. Das Stellwerk Em, welches sich östlich des Empfangsgebäudes befand, wurde 1998 stillgelegt und später abgebrochen. 1941 verfügte der Bahnhof über insgesamt 96 Weichen. Demgegenüber gab es 2009 noch 74 Weichen, von denen zwei stillgelegt waren. Am Bahnhof Eilenburg gibt es heute 23 Lichtsignale, die mit Buchstaben bezeichnet sind.
Bereits 2002/2003 gab es seitens der Deutschen Bahn erste Planungen für ein Elektronisches Stellwerk (ESTW) Eilenburg mit einem Stellbereich bis Peißen, Leipzig-Heiterblick und Falkenberg (Elster) mit komplett erneuerter Signal- und Fernmeldetechnik entlang der Strecken. Der Baustart war zunächst für 2005 vorgesehen, das Projekt beinhaltete laut einem Artikel der Delitzsch-Eilenburger Kreiszeitung auch den Ausbau für Neigetechnikzüge und Tempo 160 auf der Strecke Leipzig–Eilenburg–Falkenberg. Das Projekt wurde bis heute jedoch nicht verwirklicht. Die komplette Umgestaltung des Bahnhofs Taucha (b Leipzig), die als 1. Baustufe für ein ESTW Eilenburg geplant war, begann 2018.

### Bahnbetriebswerk
1926 wurde in Eilenburg ein Bahnbetriebswerk eingerichtet. Ihm unterstanden die Lokbahnhöfe in Torgau und Schildau sowie seit 1964 auch der Lokbahnhof Wurzen. Für den Betrieb in Eilenburg kamen 16 bis 18 Lokomotiven der Baureihen 38, 5280, 5572 und 94 zum Einsatz. Dazu kamen sechs bis acht Loks in Torgau, zwei in Schildau und drei in Wurzen.
Das Bahnbetriebswerk Eilenburg einschließlich der drei Außenstellen beschäftigte in Verwaltung, Lokfahrdienst, Lokunterhaltung, Unterhaltung der technischen Anlagen und dem stationären Personal insgesamt etwa 350 Menschen. Das Lokpersonal umfasste allein in Eilenburg 90 Mitarbeiter. Der Rangierbetrieb beinhaltete unter anderen die Bedienung der Anschlüsse Bahnhof Eilenburg Ost, Eilenburger Chemiewerk und Dermatoidwerk. Der zum Betriebswerk gehörende Ringlokschuppen hatte 12 Gleise, davon gehörten vier der Werkstatt.
Mitte der 1960er Jahre wurden die ersten Diesellokomotiven der DR-Baureihen V 100 und V 60 in Dienst gestellt. Kurz darauf folgten drei Loks der DR-Baureihe V 200. Diese lösten nach und nach die Dampflokomotiven ab. Nach der Elektrifizierung der Strecke Halle (Saale)–Eilenburg wurden Ende der 1980er Jahre auch E-Loks der Baureihen 211, 242, 243 und 250 in Dienst gestellt.
Als eigenständige Dienststelle existierte das Bahnbetriebswerk Eilenburg seit 1969 nicht mehr. Nachdem schon 1967 die Außenstelle Torgau dem Bahnbetriebswerk Falkenberg (Elster) zugeordnet wurde, folgte zwei Jahre später auch das Betriebswerk Eilenburg. Der Lokbahnhof Wurzen wurde dem Bahnbetriebswerk Leipzig-Süd zugeordnet. Seitdem war Eilenburg eine sogenannte Personaleinsatzstelle. 1994 wurde auch das Bw Falkenberg (Elster) aufgelöst. 1995 wurden die Drehscheibe und der Schlackenelevator ausgebaut und die beiden Wassertürme stillgelegt. Der Sozialtrakt und die Umkleideräume wurden noch bis 1999 genutzt.

## Verkehrsanbindung

### Schienenverkehr

#### Geschichte

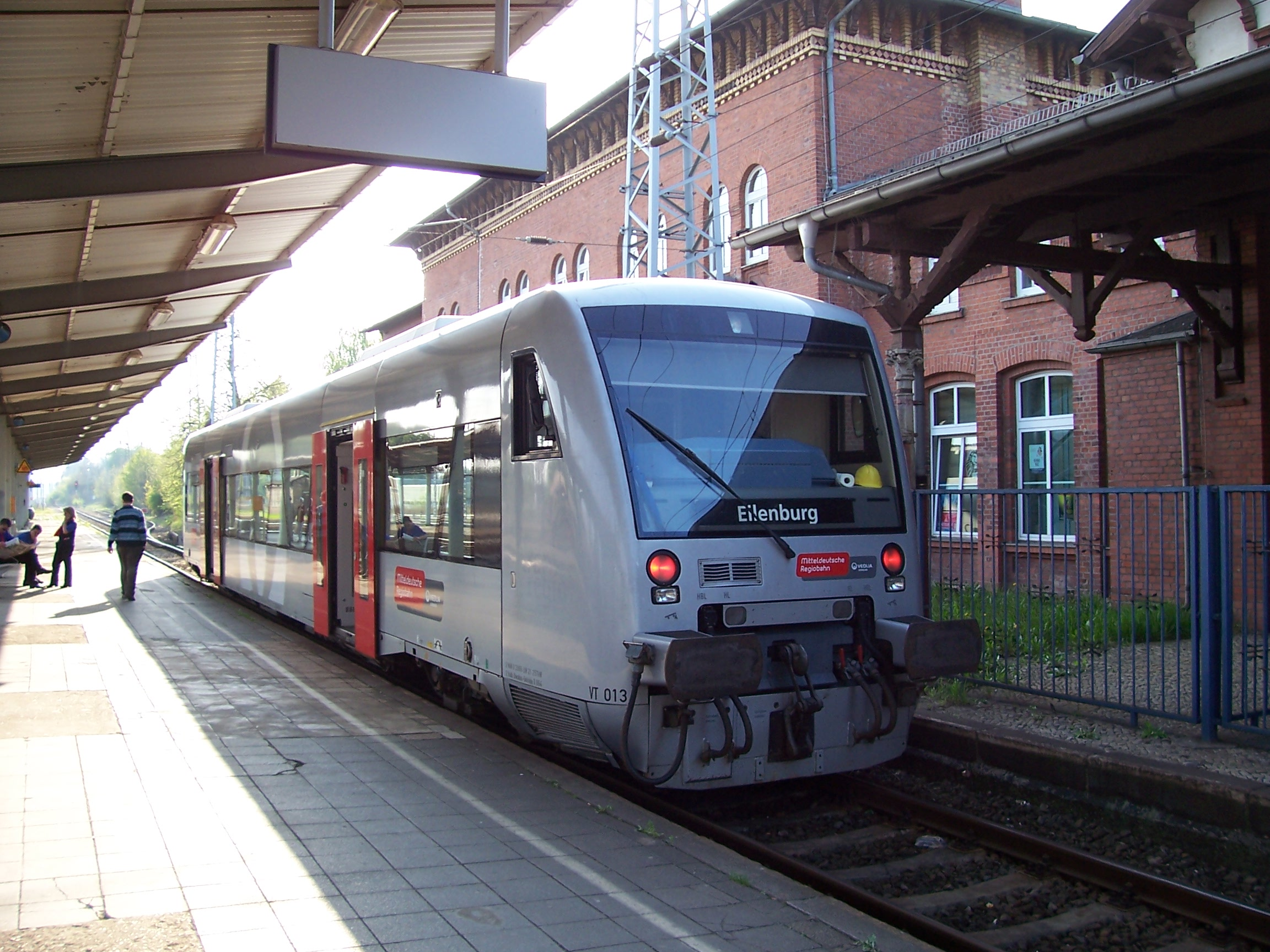
Die Dieseltriebwagen Stadler Regio-Shuttle RS 1 der Mitteldeutschen Regiobahn fuhren den Bahnhof von 2008 bis 2015 an. (2009)

Seit der Eröffnung des Bahnhofes bis mindestens zum Ende des Zweiten Weltkrieges führte – anders als heute – der Durchgangsverkehr von Halle nach Cottbus. Um nach Leipzig zu gelangen, musste in Eilenburg umgestiegen werden. Dies lag daran, dass Eilenburg und Halle in Preußen lagen, während Leipzig zu Sachsen gehörte. 1944 verkehrten täglich ein Schnellzug und ein Eilzug von Halle (Saale) Hbf nach Cottbus sowie ein Schnellzug von Leipzig Hbf nach Cottbus. Hinzu kamen fünf Personenzugverbindungen von Halle nach Falkenberg (Elster) und teilweise weiter nach Cottbus. Zudem verkehrten täglich sieben Personenzugverbindungen von Leipzig nach Eilenburg. Nach Lutherstadt Wittenberg gab es täglich vier Verbindungen, von Wittenberg drei.
Zu DDR-Zeiten bündelte sich der Verkehr aufgrund der vielen Berufspendler am Morgen und am Nachmittag. 1970 bestand der Durchgangsverkehr hauptsächlich von Leipzig nach Cottbus, so dass nun Richtung Halle in Eilenburg umgestiegen werden musste. Täglich verkehrten damals drei Eilzüge und drei Schnellzüge je Richtung zwischen Leipzig und Cottbus, die ausnahmslos in Eilenburg hielten. Einige Schnellzüge in Richtung Leipzig fuhren von dort weiter bis Meiningen, Mönchengladbach und Eisenach. Dazu kamen dreizehn Personenzugverbindungen von und nach Leipzig oder teilweise nur von bzw. bis Taucha (b Leipzig). Auf der Strecke Halle–Eilenburg gab es bis auf ein Schnellzugpaar täglich nur noch Regionalverkehr. So verkehrten pro Richtung damals dreizehn Personenzüge. Zwischen Eilenburg und Wittenberg gab es 1970 sieben durchgehende Verbindungen je Richtung. Auf der Nebenstrecke Eilenburg–Wurzen, auf der 1978 der Personenverkehr eingestellt wurde, verkehrten 1970 vier Personenzugpaare täglich.
Ab 1995 ersetzte eine Interregio-Linie von Lübeck über Schwerin, Magdeburg und Leipzig nach Cottbus die bisherigen Schnellzugverbindungen. Im Jahr 2000 wurden die verbliebenen Fernverkehrsleistungen auf RE umgestellt.

#### Aktuell
Der Bahnhof Eilenburg liegt an den Kursbuchstrecken 209.43, 501.4 und 501.9. Folgende Regionalverkehrslinien, die von DB Regio betrieben werden, fahren den Bahnhof an:
| Linie                    | Linienverlauf                                                                                                | Takt (min)              | EVU              |
| ------------------------ | --- | ----------------------- | ---------------- |
| RE 10                    | Leipzig – Eilenburg – Torgau – Falkenberg (Elster) – Doberlug-Kirchhain – Cottbus – Guben – Frankfurt (Oder) | 0120                    | DB Regio Nordost |
| RE 11                    | Leipzig – Eilenburg – Torgau – Falkenberg (Elster) – Elsterwerda-Biehla – Ruhland – Hoyerswerda              | 0120                    | DB Regio Nordost |
| S 4                      | Markkleeberg-Gaschwitz – Leipzig – Eilenburg – Falkenberg (Elster)                                           | 030                     | DB Regio Südost  |
| S 9                      | Eilenburg – Delitzsch – Halle (Saale)                                                                        | 060 (Mo–Fr) 120 (Sa–So) | DB Regio Südost  |
| Stand: 12. Dezember 2021 | |                         |                  |

Der Regional-Express RE10/RE11 verkehrt täglich vereinigt in einem 120-Minuten-Takt. Er verdichtet zusammen mit der Linie S4 den Takt bis Torgau auf 30' und weiter bis Falkenberg (Elster) auf 60'. Von 4 Uhr (sonnabends, sonn- und feiertags ab 6 Uhr) bis 22:30 Uhr verkehrt die S-Bahn Richtung Leipzig im 30-Minuten-Takt. Im Früh- und Spätverkehr sowie an Wochenenden im Nachtverkehr fährt die S4 ohne Takt. In Leipzig werden die S-Bahnen bis Markkleeberg-Gaschwitz sowie in Tagesrandlage weiter nach Wurzen–Oschatz durchgebunden.
Mit dem Fahrplanwechsel im Dezember 2017 wurde die neue Linie S 9 der S-Bahn Mitteldeutschland eingeführt. Sie ersetzte die bisherigen Regionalbahnleistungen zwischen Eilenburg und Halle.
Im Sommerfahrplan 2017 wurden erstmals seit 1998 wieder regelmäßige durchgehende Verbindungen von Wittenberg nach Eilenburg angeboten. Es gab drei Zugpaare, die jeweils sonnabends, sonn- und feiertags verkehrten und als RB 55 bezeichnet wurden. Im Fahrplan 2018 beschränkt sich das Angebot auf einzelne Züge zu bestimmten Anlässen, ab 2019 war der Verkehr auf dieser Strecke untersagt.

#### Zukunft
Von Seiten der Stadt Bad Düben wird ein Anschluss über Eilenburg an das bestehende S-Bahn-Netz angestrebt. Obwohl der zuständige Zweckverband ZVNL die Chancen dafür als sehr gering einschätzt, nahm der Regionale Planungsverband Westsachsen die Reaktivierung der Strecke in den aktuellen Regionalplan auf.

### Regionaler Busverkehr
Der 2015 neu errichtete Busbahnhof am Eilenburger Bahnhof ist die Drehscheibe des regionalen Busverkehrs in der Eilenburger Region. Von den sechs Bussteigen verkehren Busse unter anderem nach Leipzig, Delitzsch, Taucha, Bad Düben und Wurzen sowie die beiden Stadtbuslinien.

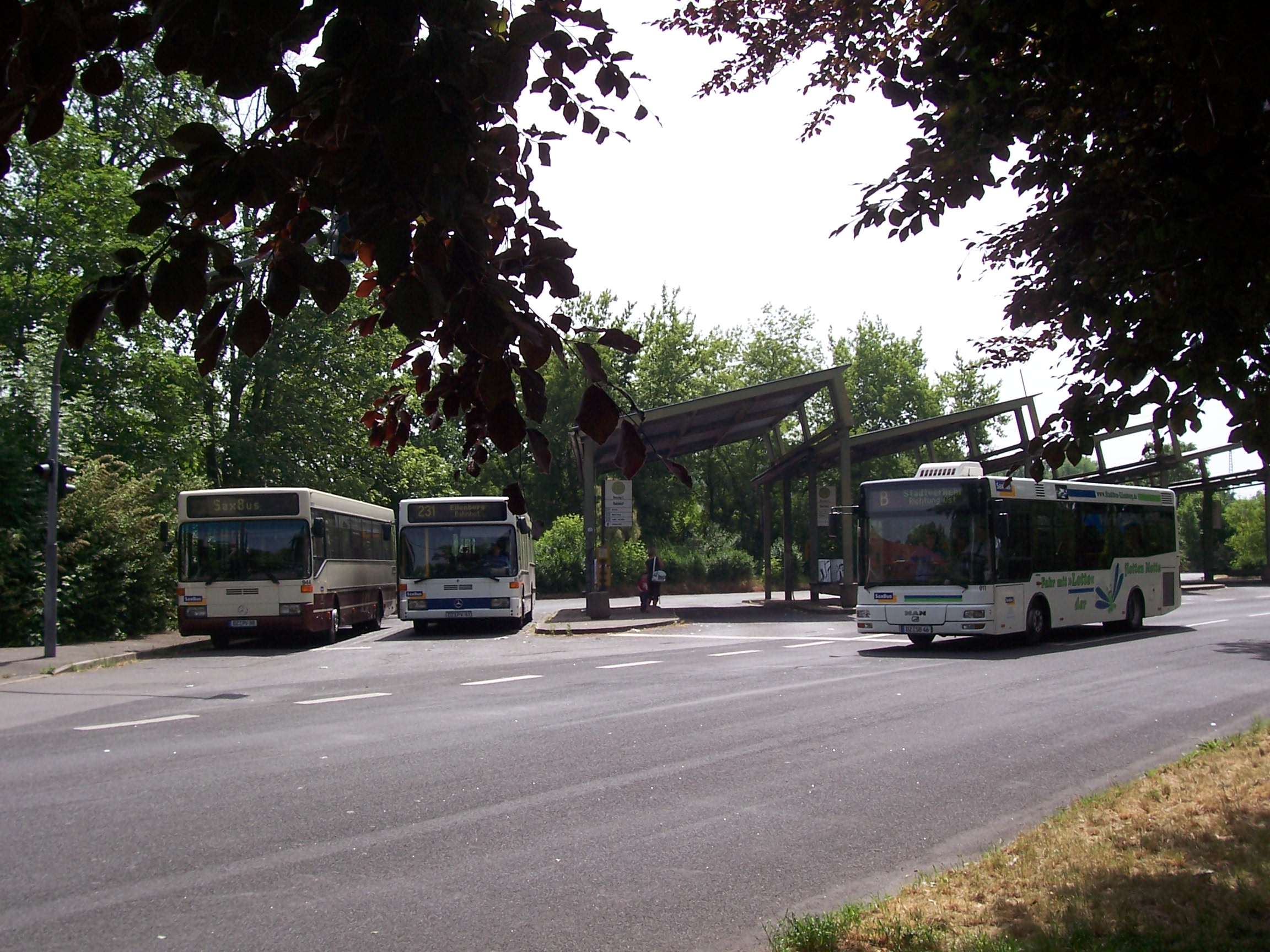
Der alte Busbahnhof wurde 2015 abgebrochen und durch einen modernen Verknüpfungspunkt ersetzt.

| Linie      | Verlauf (Stand: 29. August 2022)                                        | Verkehrstage     | Busunternehmen      |
| ---------- | ----------------------------------------------------------------------- | ---------------- | ------------------- |
| 195        | Eilenburg – Pehritzsch – Jesewitz – Taucha                              | Montag–Freitag   | NoMo                |
| 197        | Eilenburg – Jesewitz – Taucha – Leipzig Hbf/Leipzig Sommerfeld          | Montag–Sonnabend | NoMo                |
| 212        | Eilenburg – Krostitz – Delitzsch                                        | Montag–Freitag   | NoMo                |
| 214        | Eilenburg – Wölkau – Brinnis – Delitzsch                                | Montag–Freitag   | NoMo                |
| 221        | Eilenburg – Krippehna – Zschepplin – Hohenprießnitz                     | Montag–Freitag   | NoMo                |
| 229        | Eilenburg – Mölbitz – Wildschütz – Audenhain – Mockrehna                | Montag–Freitag   | NoMo                |
| 230        | Eilenburg – Rote Jahne – Laußig – Bad Düben – Authausen – Pressel       | Montag–Freitag   | NoMo                |
| 231        | Eilenburg – Doberschütz – Wöllnau – Gruna                               | Montag–Freitag   | NoMo                |
| 232        | Eilenburg – Mörtitz – Laußig – Gruna – Bad Düben (– Schwemsal) – Tornau | täglich          | NoMo                |
| 233        | Eilenburg – Zschepplin – Hohenprießnitz – Wellaune – Bad Düben          | täglich          | NoMo                |
| 674        | Eilenburg – Thallwitz – Lossa – Wurzen                                  | Montag–Freitag   | Regionalbus Leipzig |
| 676        | Eilenburg – Thallwitz – Böhlitz – Röcknitz – Lüptitz – Wurzen           | Montag–Sonnabend | Regionalbus Leipzig |
| Stadtbus A | Eilenburg: Bahnhof – Berg – Bahnhof                                     | Montag–Sonnabend | NoMo                |
| Stadtbus B | Eilenburg: Bahnhof – Ost – Bahnhof                                      | Montag–Sonnabend | NoMo                |
| Rufbus     | Region Eilenburg – Jesewitz – Taucha                                    | täglich          | NoMo                |

### Individualverkehr
Der Bahnhof Eilenburg liegt am südlichen Rand des Stadtteils Mitte und ist über die aus Richtung Zentrum kommende Bahnhofstraße zu erreichen. Als eine hauptsächlich von Berufspendlern genutzte Station wurden am Bahnhof Eilenburg 154 Park&Ride- und 112 überdachte Bike&Ride-Stellplätze geschaffen. Hinzu kommen 9 Motorradstellplätze und weitere unbefestigte PKW-Stellplätze. Vor dem Empfangsgebäude befindet sich zudem ein Taxistand.

## Fahrgastzahlen
Nach Angaben des ZVNL wurde der Bahnhof Eilenburg im Jahr 2006 werktäglich von etwa 1340 Personen frequentiert. Diese Zahl ergibt sich aus der Summe aller Ein-, Aus- und Umsteiger an einem Werktag. Damit ist der Bahnhof Eilenburg die zweitmeistfrequentierte Station im Landkreis Nordsachsen nach Delitzsch unt Bf und eine der meistfrequentierten Stationen des ZVNL im ländlichen Raum.
Das größte Fahrgastaufkommen herrschte 2006 auf der Relation Eilenburg–Leipzig mit durchschnittlich 3.400 Fahrgästen je Werktag. Die Verbindung Eilenburg–Halle wurde damals täglich von etwa 500 Reisenden genutzt.
Im Jahr 2015 und damit reichlich ein Jahr nach Aufnahme des S-Bahnbetriebs wurden an einem durchschnittlichen Werktag etwa 900 Einsteiger gezählt, Aus- und Umsteiger wurden nicht erfasst.

## Güterverkehr

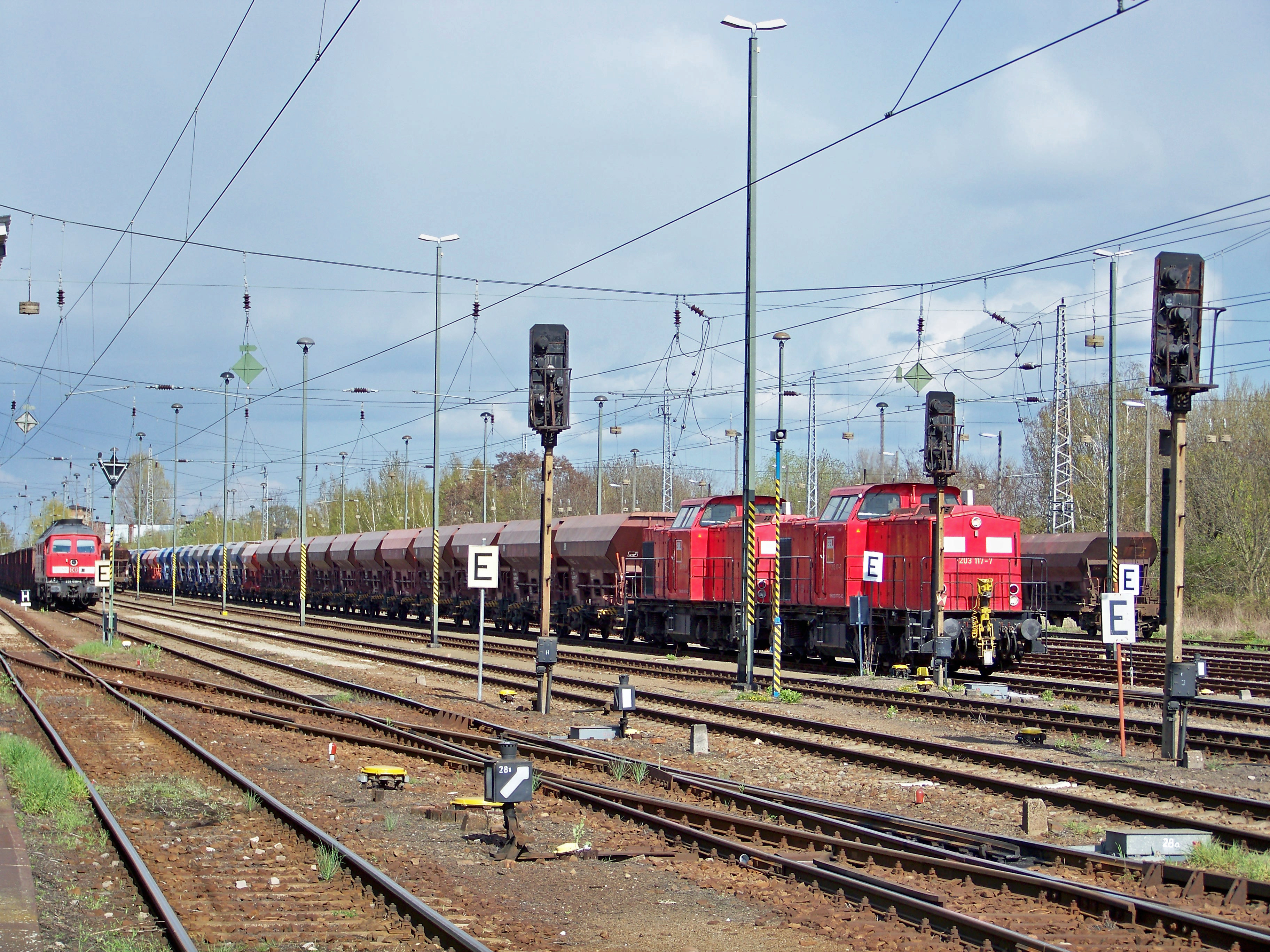
Blick auf die Zugbildungsgleise 5 bis 13, im Vordergrund das Bahnsteiggleis 4

### Aktuell
Vom Bahnhof Eilenburg aus erfolgt die Bedienung mehrerer Anschlüsse, unter anderem der Steinbruch Lüptitz, die Kieswerke Sprotta und Laußig, das Spannbetonwerk Laußig, die Getreidewirtschaft in Eilenburg-Ost sowie die Stora-Enso-Papierfabrik in Eilenburg. Für die Zugbildung stehen die Gleise 5 bis 13 zur Verfügung. Darüber hinaus gibt es im Bahnhof mehrere Abstellgleise sowie eine Ladestraße an Gleis 34, an der noch regelmäßig Holzverladung stattfindet. Für die Zugbildung kommen meist ein bis zwei Diesellokomotiven der DB-Baureihen 261 und V 90 zum Einsatz. (Stand 2018)

### Geschichte
Zu Zeiten der DDR gab es noch eine Vielzahl weiterer Anschließer, so zum Beispiel die Qualitätsmöbelfabrik, das Dermatoid und das EBAWE jeweils in Eilenburg-Ost, das Eilenburger Chemiewerk oder das Munitionslager der NVA bei Doberschütz. Für den örtlichen Güterverkehr standen mehrere Gleise mit Rampen, einer Ladestraße, Kranen und einer Waage zur Verfügung. Am Gleis 35 gab es zudem eine Umsetzungsanlage auf den Straßenverkehr, wofür der Straßenroller benutzt wurde. Heute gibt es dazu nur noch das Gleis 34. Der örtliche Umladeverkehr des Stückguts war nie besonders groß; der Umschlag umfasste etwa zehn bis 15 Stückgutwagen. Dafür war das Aufkommen der zu be- und entladenden und der zu bildenden und aufzulösenden Güterzüge enorm und in den 1980er Jahren größer, als es die Kapazitäten des Bahnhofes eigentlich zuließen. So waren monatlich rund 1.000 Wagen zu be- und 2.000 Wagen zu entladen sowie täglich 30 Nahgüterzüge, Leerwagenzüge und Durchgangsgüterzüge zu bilden bzw. aufzulösen. Der Stückgutverkehr wurde 1997 eingestellt.

## Kulturdenkmal
Verschiedene Teile des Eilenburger Bahnhofes genießen als wichtige, im Ensemble erhaltene Zeugnisse der Verkehrsentwicklung der Stadt in qualitätvoller Architektur des Historismus Denkmalschutz. Neben dem Empfangsgebäude aus dem Jahr 1871, das 1896 um einen Wartesaal an der Ostseite ergänzt wurde, zählen dazu der Wasserturm I (Ost, 1895), der Wasserturm II (West, 1898), die Stellwerke Eo (1912), Aw (vor 1927) und Ew (1935) sowie die beiden Brückenköpfe der ehemaligen Kamelbrücke im Westen des Bahnhofsgeländes.

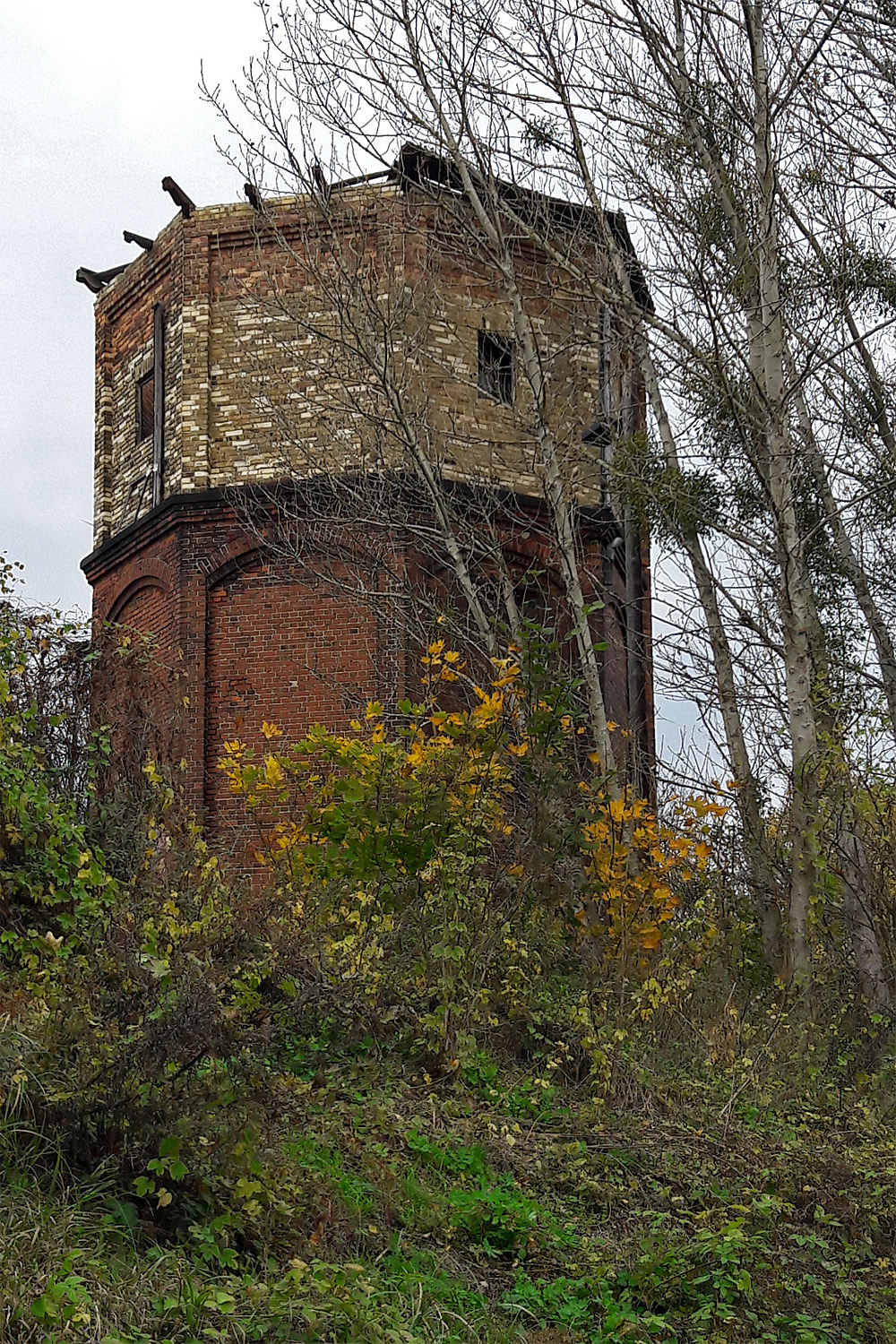
Wasserturm I (Ost)

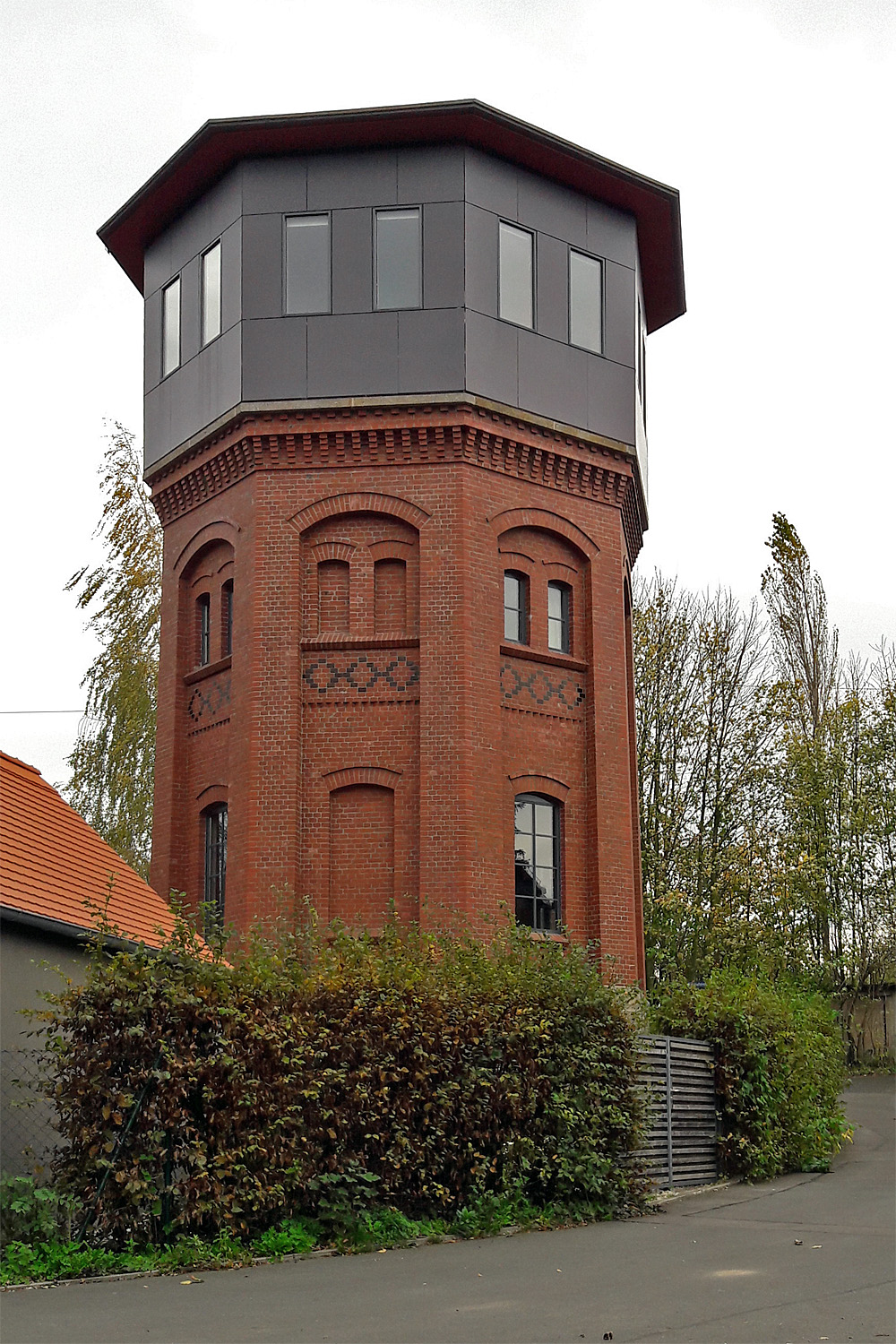
Wasserturm II (West)

### Wasserturm I
Der Wasserturm I (Ost) befindet sich auf einem heute nicht mehr genutzten Teil des Bahnhofs in unmittelbarer Nähe zum ehemaligen Bahnbetriebswerk. Es handelt sich um einen Klinkerbau auf oktogonalem Grundriss. Der zweigeschossige Turmschaft ist aus roten Klinkern gemauert und nur gering durchfenstert. Für das leicht auskragende zweite Obergeschoss, welches den Wasserbehälter trägt, kamen gelbe Klinker zur Ausführung. Eine offensichtliche Aufstockung oder Kriegsschadenbeseitigung am Behältergeschoss ist an der unterschiedlichen Färbung der Klinker ablesbar. Die Ecken des Turmes sind durch Lisenen hervorgehoben, die unterhalb des Gurtgesimses zum zweiten Obergeschoss über Segmentbögen verbunden sind. An der Westseite sind noch Reste der Wasserstandsanzeige vorhanden. Das Gebäude befindet sich in schlechtem Zustand. Das ursprünglich vorhandene flache Kegeldach ist augenscheinlich bereits eingestürzt.

### Wasserturm II
Der Wasserturm II (West) wurde ursprünglich 1898 errichtet und ist 14 Meter hoch. Nach einem Brand erfolgte sein Wiederaufbau im Jahr 1905. Er wurde 2008 nach längerem Leerstand saniert und zum Wohngebäude umgebaut. Der rote Klinkerbau mit Natursteinsockel befindet sich auf einem oktogonalen Grundriss und wird von einem Pyramidendach bedeckt. Die Fassade wird vertikal von geschossübergreifenden Rücklagen gegliedert, die im Erdgeschoss über hohe Segmentbogenfenster und im Obergeschoss über kleine Segmentbogenzwillingsfenster verfügen. Erd- und Obergeschoss werden durch ein rautenförmiges Muster aus dunken Klinkern getrennt. Das zweite Obergeschoss, welches ursprünglich den Wasserbehälter trug, kragt leicht aus und ist heute mit dunklen Platten verkleidet und rundum gleichmäßig durchfenstert.

### Brückenköpfe der Kamelbrücke
Die Brückenköpfe der ehemaligen Kamelbrücke sind in Zyklopenmauerwerk aus Granit ausgeführt. Die Ecken sind mit Sandsteinquadern eingefasst. Das nördliche Widerlager stammt aus dem Jahr 1894, das südliche wurde aufgrund einer Brückenerweiterung 1904 in selber Bauart neu errichtet. Der Abriss der Brücke erfolgte 1974 aufgrund von Baufälligkeit. Erhalten blieb neben den Brückenköpfen das Fundament einer der mittleren Stützen, welche den Standort des ersten südlichen Widerlagers markiert.

## Verwendung als Filmkulisse
Der Bahnhof Eilenburg bildete die Kulisse für eine Szene des DEFA-Films Du und ich und Klein-Paris von Werner W. Wallroth. Ebenso wurde eine Schlüsselszene des mehrfach ausgezeichneten Spielfilms Kriegerin (2011) von David Wnendt im Sommer 2010 auf dem Eilenburger Bahnhof gedreht.